# Cantonul Orvault
Cantonul Orvault este un canton din arondismentul Nantes, departamentul Loire-Atlantique, regiunea Pays de la Loire, Franța.

## Comune
- Orvault (reședință)
- Sautron